# Brougham, Cumbria
Brougham är en ort och civil parish i kommunen Westmorland and Furness i Cumbria i nordvästra England.  Den har 279 invånare (2001).
I Brougham finns slottet Brougham Castle.